# Aproumu
Die Sprache Aproumu Aizi (auch ahizi, aprou, aproumu, aprwe oder oprou; ISO 639-3: aho) ist eine Kru-Sprache, die von insgesamt 6.500 Personen in mehreren Orten im Süden der Elfenbeinküste gesprochen wird.
Sie ist eine der drei Aizi-Sprachen.
Die Volksgruppe, die diese Sprache als Muttersprache spricht, wird Aizi genannt und verdient ihren Lebensunterhalt überwiegend mit Fischerei in der Ebrié-Lagune, wo sich sie und im Rahmen der neuen ivorischen Nachbarschaftspolitik ihre Dörfer befinden: Attoutoua, Attoutoub, Tefredji, Koko, Bapo (Allabab, Taboth) und Allaba.